# Kanton Villers-Cotterêts
Villers-Cotterêts is een kanton van het Franse departement Aisne. Het kanton maakt deel uit van de arrondissementen Soissons (56) en Château-Thierry (20).

## Gemeenten
Het kanton Villers-Cotterêts omvatte tot 2014 de volgende 20 gemeenten:
- Ancienville
- Corcy
- Coyolles
- Dampleux
- Faverolles
- Fleury
- Haramont
- Largny-sur-Automne
- Longpont
- Louâtre
- Montgobert
- Noroy-sur-Ourcq
- Oigny-en-Valois
- Puiseux-en-Retz
- Retheuil
- Soucy
- Taillefontaine
- Villers-Cotterêts (hoofdplaats)
- Villers-Hélon
- Vivières

Ingevolge de herindeling van de kantons bij decreet van 21 februari 2014, met uitwerking op 22 maart 2015, werd het kanton uitgebreid tot volgende 76 gemeenten.  
- Ambrief
- Ancienville
- Arcy-Sainte-Restitue
- Armentières-sur-Ourcq
- Beugneux
- Billy-sur-Ourcq
- Bonnesvalyn
- Breny
- Brumetz
- Bussiares
- Buzancy
- Chacrise
- Chaudun
- Chézy-en-Orxois
- Chouy
- Corcy
- Courchamps
- Coyolles
- Cramaille
- La Croix-sur-Ourcq
- Cuiry-Housse
- Dammard
- Dampleux
- Droizy
- Faverolles
- La Ferté-Milon
- Fleury
- Gandelu
- Haramont
- Hartennes-et-Taux
- Hautevesnes
- Largny-sur-Automne
- Latilly
- Launoy
- Licy-Clignon
- Longpont
- Louâtre
- Maast-et-Violaine
- Macogny
- Marizy-Sainte-Geneviève
- Marizy-Saint-Mard
- Monnes
- Montgobert
- Montgru-Saint-Hilaire
- Monthiers
- Montigny-l'Allier
- Muret-et-Crouttes
- Nampteuil-sous-Muret
- Neuilly-Saint-Front
- Noroy-sur-Ourcq
- Oigny-en-Valois
- Oulchy-le-Château
- Oulchy-la-Ville
- Parcy-et-Tigny
- Passy-en-Valois
- Le Plessier-Huleu
- Priez
- Puiseux-en-Retz
- Retheuil
- Rozet-Saint-Albin
- Rozières-sur-Crise
- Grand-Rozoy
- Saint-Gengoulph
- Saint-Rémy-Blanzy
- Silly-la-Poterie
- Sommelans
- Soucy
- Taillefontaine
- Torcy-en-Valois
- Troësnes
- Vichel-Nanteuil
- Vierzy
- Villemontoire
- Villers-Cotterêts
- Villers-Hélon
- Vivières

Op 1 januari 2017 werden 10 gemeenten overgeheveld van arrondissement Château-Thierry naar arrondissement Soissons.